# Aubin Louis Hédouin de Malavois
Pour les articles homonymes, voir Hédouin.
Aubin Louis Hédouin de Malavois, né en 1783 à Épernay, mort à Reims en 1866, était un homme de lettres.

## Biographie
Il fait des études à l'École militaire de Brienne, d'où il sort en 1794, il s'installe ensuite à Reims où il donne des cours d'histoire et de langues. Il vivait rue de Saint-Hilaire.
Il doit son surnom de Pons-Ludon d'une propriété qu'il avait entre Reims et Cormontreuil.
Il est enterré au Cimetière du Nord (Reims) où l'on peut voir son buste de Hubert Rève et il fit don de ses livres à la bibliothèque municipale. Sa sépulture était en juillet 2014 en reprise de concession.

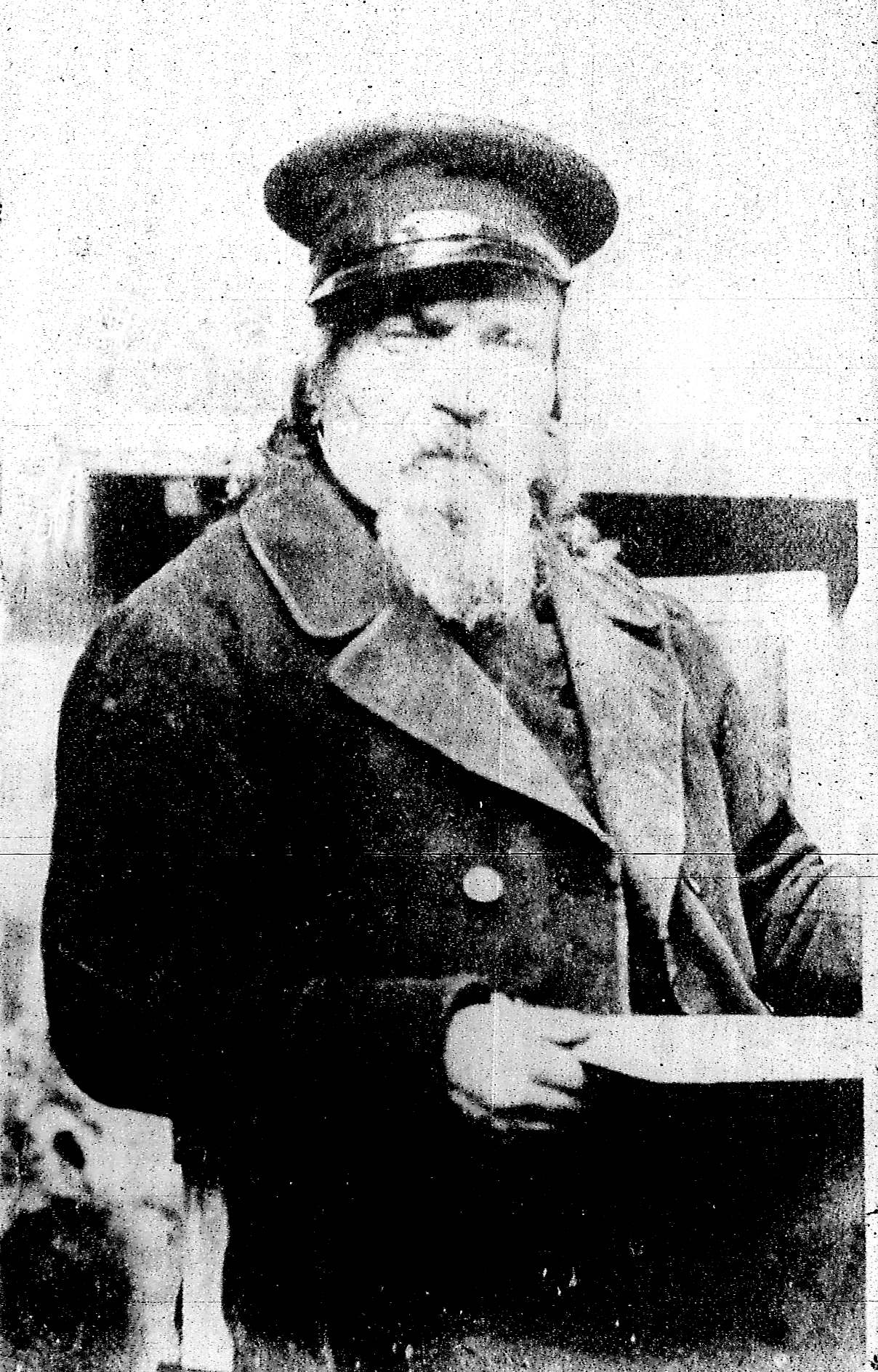

## Sources
Son buste est mentionné dans Catalogue historique et descriptif du Musée de Reims : peintures, sculptures, dessins et toiles peintes par Charles Loriquet, imprimé par  Masson-Gérard à Reims en 1881.
Cet article contient des extraits d'un document provenant du site La Vie rémoise qui autorise l'utilisation de son contenu sous licence GFDL.